# Luz Long
Carl Ludwig Hermann Long, detto Luz o Lutz (Lipsia, 27 aprile 1913 – Biscari, 14 luglio 1943), è stato un lunghista e triplista tedesco, medaglia d'argento nel salto in lungo ai Giochi olimpici di Berlino 1936.
Viene ricordato per il gesto di sportività mostrato dando consigli al suo avversario Jesse Owens, che lo batté in gara vincendo la medaglia d'oro di fronte al pubblico dello stadio olimpico di Berlino. Morì per le ferite riportate durante la campagna di Sicilia della seconda guerra mondiale.

## Biografia
Atleta della Leipziger SC, Luz Long fu uno dei migliori saltatori tedeschi degli anni trenta. Ai primi campionati europei di atletica leggera che si svolsero a Torino nel 1934 vinse la medaglia di bronzo nel salto in lungo con la misura di 7,25 m, dietro al connazionale Wilhelm Leichum, primo con 7,45 m, e al norvegese Otto Berg, secondo a 7,31 m.
Ai Giochi olimpici di Berlino nel 1936 era considerato uno dei favoriti per le medaglie nel salto in lungo. Nei primi tre salti di finale si mise in luce andando per due volte oltre il record olimpico di 7,73 m, stabilito nel 1928 ad Amsterdam dallo statunitense Ed Hamm. Nei tre salti conclusivi si migliorò ulteriormente fino a 7,87 m, ma la sua miglior misura non fu sufficiente a battere lo statunitense Jesse Owens, che, dopo un primo salto nullo, raggiunse prima 7,94 m, poi 8,06 m. Dopo l'argento vinto nel lungo, Long gareggiò anche nel salto triplo, ma concluse al decimo posto con la misura di 14,62 m.
Durante le competizioni olimpiche Long e Owens ebbero modo di diventare amici, nonostante le tensioni politiche allora esistenti tra la Germania nazista e gli Stati Uniti d'America. Anni dopo, fu lo stesso Owens a raccontare il gesto di sportività compiuto dal saltatore tedesco nei suoi confronti. Le qualificazioni del salto in lungo si svolgevano contestualmente alle batterie dei 200 metri piani. Distratto dalla contemporaneità dei due eventi, Jesse Owens rimediò due nulli nei primi due salti di qualifica. Luz Long gli suggerì di partire più indietro, circa trenta centimetri prima dell'inizio della pedana di rincorsa. Jesse Owens seguì il consiglio, e riuscì a qualificarsi per la finale, dove vinse la medaglia d'oro proprio davanti al tedesco, che fu il primo a congratularsi con lui subito dopo il balzo vincente.
Nel 1938 Long vinse un'altra medaglia di bronzo ai campionati europei di atletica leggera di Parigi. Con 7,56 m fu terzo nel salto in lungo vinto di nuovo dal connazionale Leichum con 7,65 m, mentre l'argento andò all'italiano Arturo Maffei con 7,61 m.
Long morì a trent'anni durante la seconda guerra mondiale nell'operazione Husky, che vide gli Alleati sbarcare in Sicilia. Long, di stanza a Niscemi con la divisione corazzata "Hermann Göring", fu coinvolto nei feroci combattimenti per la difesa dell'aeroporto di Biscari-Santo Pietro nell'attuale territorio di Acate. Le cause della morte non sono certe, ma la più plausibile è quella dell'aggravamento dovuto alle ferite; trovato da un suo commilitone sul ciglio della strada, fu portato nel vicino ospedale da campo dove morì il 14 luglio 1943. È possibile che Long sia stato una delle vittime del Massacro di Biscari in cui dei militari americani comandati dal capitano John Compton avevano fucilato dei militari tedeschi e italiani dopo la loro resa.
Fu sepolto in un cimitero provvisorio e poi la sua salma fu trasferita nel 1961 al cimitero militare germanico di Motta Sant'Anastasia mentre era in costruzione. I luoghi dello sbarco nella Piana di Gela risultano ancora oggi visitabili, grazie alla conservazione dei bunker e camminamenti dell'epoca che formavano la prima linea di difesa costiera.
Nell'ultima lettera all'amico Owens, Luz gli chiede di andare da suo figlio e parlargli di suo padre. L'amico Jesse fece come richiesto ed andò persino alle nozze del figlio. Nel 2000 il suo gesto venne ricordato nella campagna promozionale Celebrate Humanity del Comitato Olimpico Internazionale (CIO) come esempio del messaggio di pace e fratellanza tra i popoli, secondo lo spirito originario dei Giochi olimpici ideati da Pierre de Coubertin.

## Palmarès
| Anno | Manifestazione  | Sede    | Evento         | Risultato | Prestazione | Note |
| ---- | --------------- | ------- | -------------- | --------- | ----------- | ---- |
| 1934 | Europei         | Torino  | Salto in lungo | Bronzo    | 7,25 m      |      |
| 1936 | Giochi olimpici | Berlino | Salto in lungo | Argento   | 7,87 m      |      |
| 1936 | Giochi olimpici | Berlino | Salto triplo   | 10º       | 14,62 m     |      |
| 1938 | Europei         | Parigi  | Salto in lungo | Bronzo    | 7,56 m      |      |